# Montecorto
Montecorto ist eine Gemeinde in der andalusischen Provinz Málaga (Spanien) mit 589 Einwohnern (Stand: 2024), Montecorteños genannt. Sie liegt auf einer Höhe von 500 m über dem Meeresspiegel in einer als Serranía de Ronda bekannten Berglandschaft, zu der auch die Naturparks Sierra de Grazalema und Sierra de las Nieves gehören. 2014 wurde Montecorto aus der Nachbargemeinde Ronda herausgelöst und eigenständig.

## Geografie und Wirtschaft
Montecorto liegt etwa 50 Kilometer nordwestlich von Marbella. 

### Klima
Die Temperatur beträgt im Jahresmittel 14,7 °C und einer jährlichen Niederschlagsmenge von 817 l/m². 

## Sehenswürdigkeiten

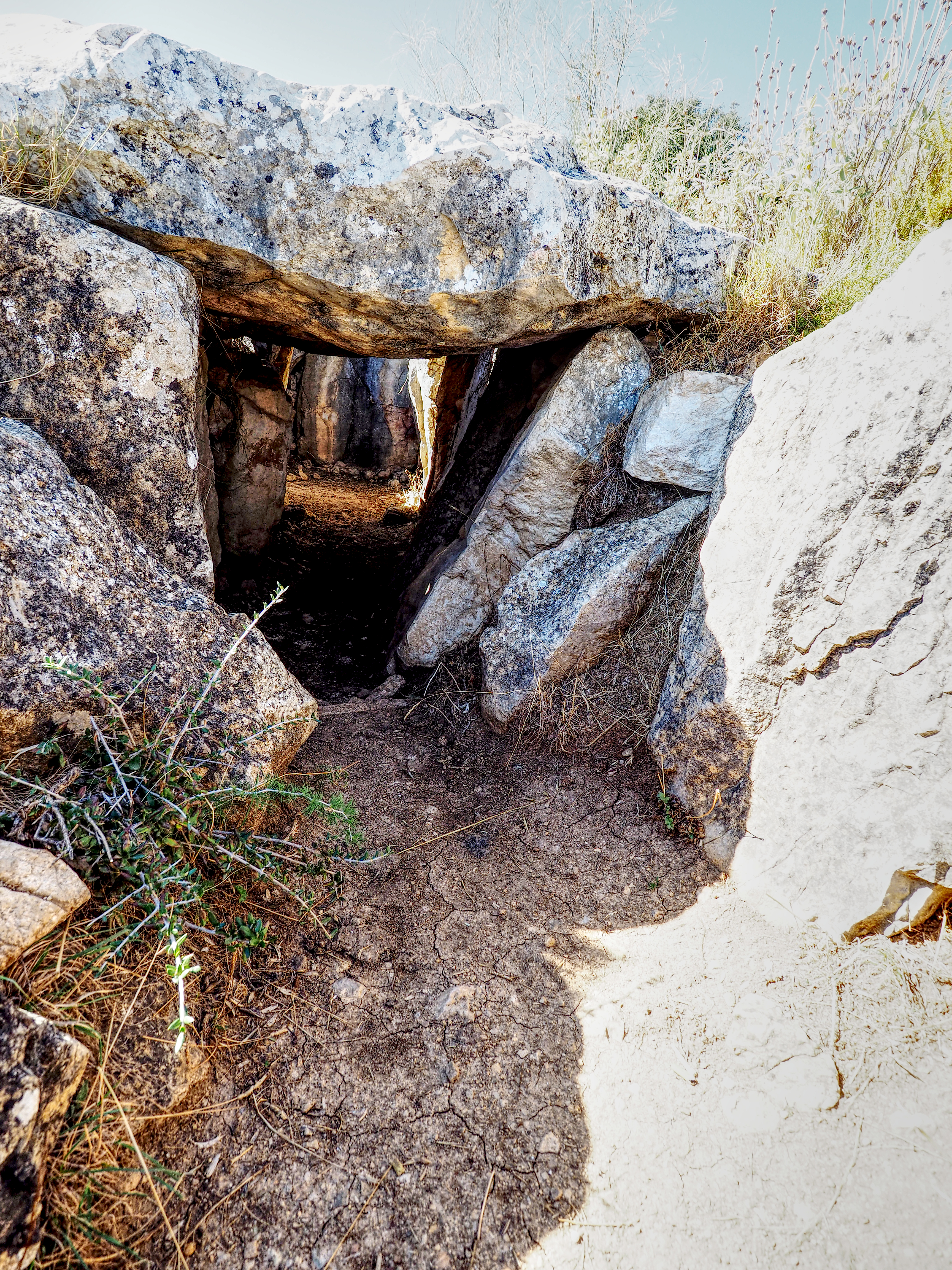
Dolmen
- Burgruine Moral

- Dolmen